# Michael Abel (Humanist)
Michael Abel (* 1. September 1542 in Frankfurt (Oder); † 1609 in Leipzig) war ein deutscher Humanist, Neulateinischer Dichter und Lyriker.

## Leben
Der Sohn des Seidenkrämers Caspar Abel aus Stendal studierte ab 1553 Rhetorik, Theologie und Jura an der Universität Viadrina in Frankfurt (Oder). Von 1562 bis 1566/67 arbeitete Abel als Schullehrer in Lauban in der Oberlausitz. Von 1567 bis ungefähr 1578 hatte er Stellungen Gröditz, Dresden, Leipzig und anderswo inne. Ab etwa 1578 diente Abel als Hofdichter bei Kaiser Rudolf II. in Wien. Dort wurde er vor 1582 zum Dichter gekrönt. Von 1583 bis 1585 war er  Rektor der evangelischen Lateinschule in Iglau in Mähren. Anfang 1585 wurde er wegen einer Liebesaffäre in Iglau in Kerkerhaft genommen. Erst Ende 1587 kam Abel auf Veranlassung Kaiser Rudolf II. frei. Danach hielt er sich bei Friedrich II. von Dänemark auf. 1587 kehrte Abel nach Frankfurt (Oder) zurück. Dort arbeitete er von 1587 bis 1594 als Rektor des städtischen Lyzeums. 1594 musste er immer noch auf Grund der Iglauer Affäre fliehen und wurde 1595 wohl zu seinem Schutz offiziell für tot erklärt. Wie aus Gedichten zu schließen ist, hat er aber noch 1608 in der Neumark gelebt. Er starb 1609 in Leipzig. Er war Urgroßonkel des Polyhistors und plattdeutschen Dichters Caspar Abel.

## Werk
Sein Hauptwerk, Carminum […] libri III. Elegiarum libri II von 1590 enthält über 250 metrisch vielgestaltige Gedichte und 26 Elegien. Thematisch umfasst sein Werk neben der Panegyrik vier Gruppen, nämlich meditative Ich- und Erlebnislyrik, Freundschaftsdichtung, Satiren und christliche Dichtung (vor allem Bibelparaphrase), sowie auch einige wenige erotische Stücke. Formal orientiert Abel sich an der Antike, dazu gehören auch  zahlreiche Zitate und Anspielungen aus Vergils Eklogen, aus Horaz und Martial.
Weitere Werke:
- De priori lunae anni LXX ecclipsi Meditatio. Wittenb. o. J. [1570].
- In Messiae salvatoris natalem LXXV supra D. et M. Odae et epigrammata. Wittenb. 1575.
- Heroicorum Poematum liber unus. Prag 1587.
- Cerva aurorae et Christus triumphans. Prag 1587.
- Eclipseos solaris die 21. Julii ad […] Christophorum Pelargum […] ac reliquos Inclitae Academiae Francofordianae proceres […] consideratio. Frankfurt an der Oder 1587.
- Incendium Neoberlino oppido, lamentabili fato inmissum, carmine adumbratum […]. Stettin 1609.